# Trichocentrum flavovirens
Trichocentrum flavovirens är en orkidéart som först beskrevs av Louis Otho Otto Williams, och fick sitt nu gällande namn av Mark W. Chase och Norris Hagan Williams. Trichocentrum flavovirens ingår i släktet Trichocentrum och familjen orkidéer. Inga underarter finns listade i Catalogue of Life.